# پت مک‌دونالد
پت مک‌دونالد (انگلیسی: Pat McDonald؛ ۲۶ ژوئیه ۱۸۷۸ – ۱۶ مهٔ ۱۹۵۴) ورزشکار دو و میدانی اهل ایالات متحده آمریکا بود.
وی در مسابقات کشوری و بین‌المللی در مجموع برندهٔ ۲ مدال طلا، ۱ مدال نقره شده‌است.